# تاتیانا هوهانس‌بکووا
تاتیانا گابریلی هوهانس‌بکووا (ارمنی: Տատյանա Գավրիլի Հովհաննեսբեկովա؛ ۲۶ نوامبر ۱۹۴۱) پزشک، سرطان‌شناس و استاد دانشگاه اهل ارمنستان است.

## زندگی‌نامه
وی در ۲۶ نوامبر ۱۹۴۱ در باکو به دنیا آمد و از دانشگاه پزشکی دولتی ایروان (۱۹۶۴) فارغ‌التحصیل گشت. وی عضو انجمن آسیب‌شناسان-کالبدشناسان جمهوری ارمنستان (۱۹۷۰) و انجمن ضدتومور (۱۹۹۵) می‌باشد. وی در دانشگاه پزشکی دولتی ایروان و مرکز ملی سرطان‌شناسی ب. فانارجیان فعالیت کرده است/

## یادداشت
1. ↑  բժշկական գիտությունների դոկտոր
2. ↑  ուռուցքաբան
3. ↑  ՀՀ ախտաբան-անատոմների ընկերության
4. ↑  Հակաուռուցքային միության